# Ernst Reiss

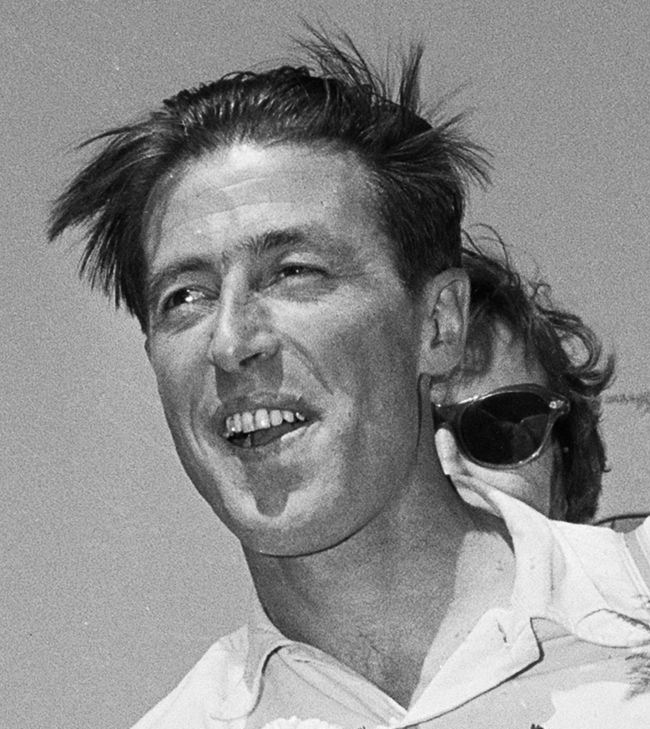
Ernst Reiss (1956)

Ernst «Ere» Reiss (* 24. Februar 1920 in Davos; † 3. August 2010 in Basel) war ein Schweizer Bergsteiger. Zusammen mit Fritz Luchsinger gelang ihm am 18. Mai 1956 die Erstbesteigung des 8516 Meter hohen Lhotse, des vierthöchsten Bergs der Erde.

## Leben
Reiss wuchs in Davos auf, lernte Schlosser und arbeitete als Flugzeugspengler auf dem Flugplatz Unterbach bei Meiringen. Während dieser Zeit war er an der spektakulären Rettungsaktion für die gegen einen Gletscher geflogene amerikanische Dakota C-53 beteiligt. Später zog er nach Basel und arbeitete bis zur Pensionierung bei einer Firma für Sportbekleidung. Er war aktiver Gewerkschafter im Schweizer Metall- und Uhrenarbeiterverband, Mitglied im Touristenverein Naturfreunde und im Schweizer Alpen-Club. Der Österreichische Alpenklub nahm ihn als Ehrenmitglied auf.

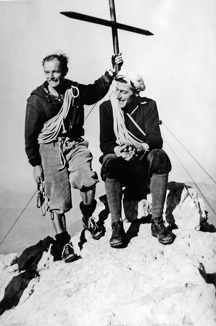
Ernst Reiss (rechts) und Dölf Reist 1951 auf dem Gipfel der Fleischbank im Wilden Kaiser

Dem passionierten Bergsteiger gelangen mehrere Erstbegehungen in den Alpen, darunter die Nordostwand des Gspaltenhorns und die Südostwand des Kleinen Wellhorns im Berner Oberland. Im Herbst 1952 erreichte Reiss mit der Schweizer Nachmonsun-Expedition den Südsattel am Mount Everest, die jedoch durch einen Orkan zur Umkehr gezwungen wurde.
Reiss war 1956 Bergsteigerchef der Schweizer Everest-Lhotse-Expedition. Die Expedition errichtete Ende April/Anfang Mai mehrere Hochlager. Vom Hochlager am „Genfer Sporn“ erreichten Luchsinger und Reiss am 18. Mai den Gipfel des Lhotse, Ernst Schmied und Jürg Marmet am 23. Mai sowie einen Tag später Dölf Reist und Hansruedi von Gunten gelang die zweite beziehungsweise dritte Besteigung des Mount Everest.
1959 gelang Ernst Reiss mit Erich Haltiner die Zweitbesteigung des Pumasillu in den peruanischen Anden, Erstbesteigungen in den Anden gelangen ihm auf einer weiteren Expedition 1965.

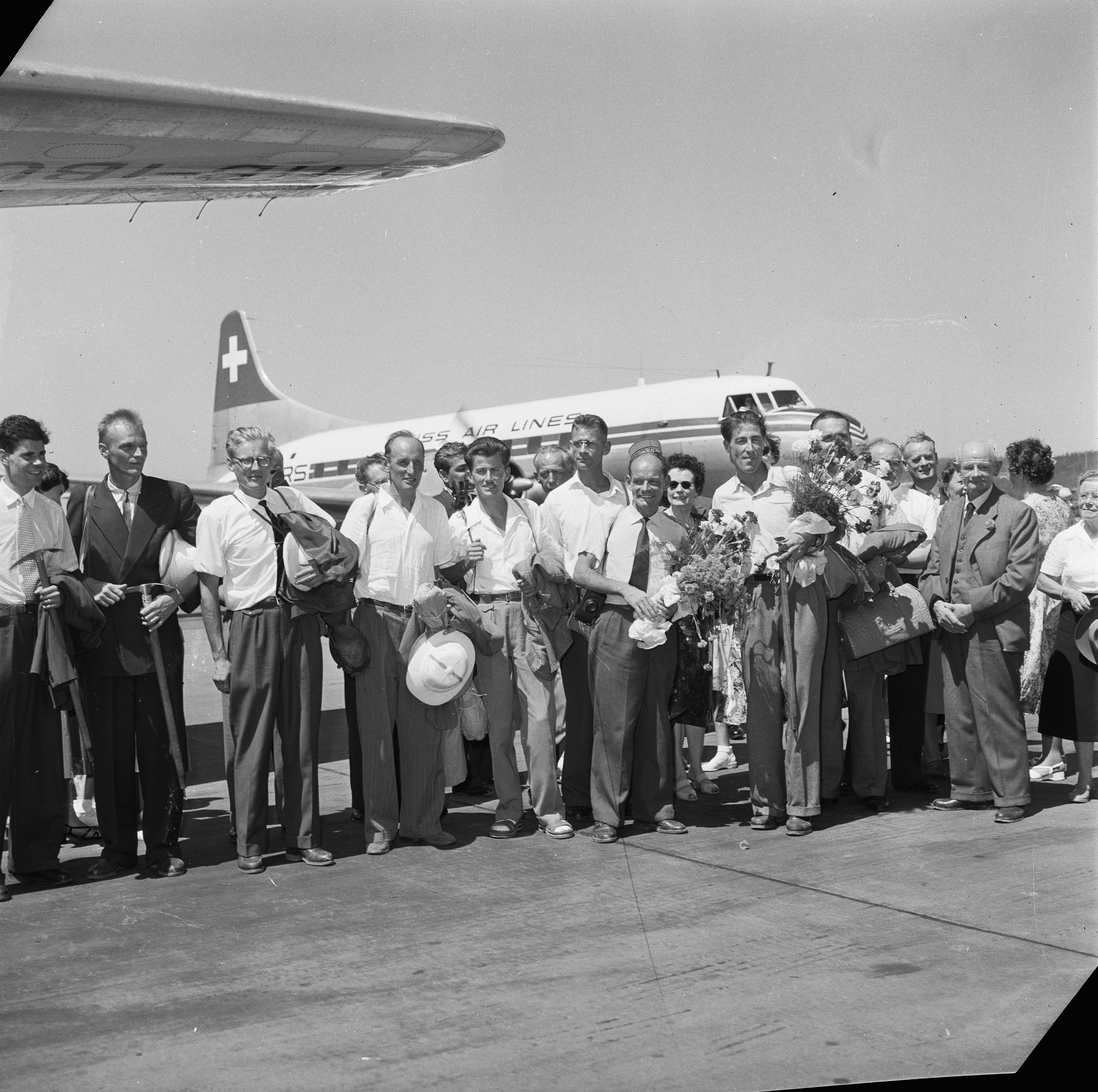
Himalaya-Expedition 1956: Mann mit Kamera Dölf Reist, rechts neben ihm Ernst Reiss

## Werke
- Mein Weg als Bergsteiger. Frauenfeld : Huber 1959